# Korpralskap
Korpralskap var en militär underavdelning i Sveriges armé under 1600- och 1700-talen. Den bestod av fyra rotar om sex man samt en korpral, summa 25 man.